# 2011 no ciclismo
Cronologia do ciclismo
2010 no ciclismo - 2011 no ciclismo - 2012 no ciclismo
A recompilação do ano 2011 no ciclismo.

## Por mês

### Janeiro
- 5 de janeiro : Matthew Goss consegue a Jayco Bay Classic, graças à sua 2.ª vitória de etapa. Com 33 pts, avança Michael Matthews (31 pts) e Bernard Sulzberger (25 pts).

- 9 de janeiro :
  - Jack Bobridge (Garmin-Cervélo) consegue o título de Campeão da Austrália em estrada. Avança Matthew Goss (HTC-Highroad) e Simon Gerrans (Team Sky).
  - Hayden Roulston (HTC-Highroad) resulta Campeão da Nova Zelândia em estrada. Avança Gregory Henderson (Team Sky) e Jeremy Yates (Manisaspor).

- 10 de janeiro : o Tribunal Federal Suíço não anula  a suspensão de 2 anos pronunciados pelo TAD na contramão de Alejandro Valverde. Tratava-se do último recurso deste último.[1]

- 11 de janeiro : Cameron Meyer (Garmin-Cervélo) consegue o título de Campeão da Austrália Contrarrelógio. Avança Jack Bobridge (Garmin-Cervélo) e Michael Matthews (Rabobank).

- 12 de janeiro :
  - Depois de ter-se oposto à ascensão do VC La Pomme Marseille ao estatuto continental (o clube tem tomado uma licença letã em 21 de dezembro passado,[2]) a DNCG validou as licenças de todas as equipas profissionais francesas.[3]
  - Erik Zabel resulta director desportivo da Vattenfall Cyclassics.[4]
  - O UCI anuncia que tem apelado cerca do TAD do banimento de Franco Pellizotti pelo CONI.[5]

- 21 de janeiro : durante a 3.º manga da Copa do Mundo de ciclismo em pista, em Pequim, a França consegue a velocidade por equipa Homens, ante a Rússia e a China ; nas mulheres, é a China que se impõe, avançando os Países Baixos e a Lituânia. Com respeito à perseguição por equipa, Rússia, nos Homens, e a Nova Zelândia, nas mulheres, impõem-se, avançando respectivamente a Espanha e a Grã-Bretanha, e o Canadá e a Austrália.

- 22 de janeiro : durante a 2.ª fase da 3.ª manga da Copa do Mundo de ciclismo em pista, Simon van Velthooven consegue o keirin Homens. Avança Scott Sunderland e Kota Asai. Samuel Harrison avança Zachary Bell e Roger Kluge para adjudicar-se o omnium. Nas mulheres, a velocidade volta a Lyubov Shulika, que avança Simona Krupeckaitė e Junhong Lin.

- 23 de janeiro :
  - Cameron Meyer (Garmin-Cervélo) consegue o Tour Down Under, que se apodera assim da cabeça da UCI World Tour. Avança Matthew Goss (HTC-Highroad) e Ben Swift (Team Sky), que se adjudica a última etapa.
  - Marco Arriagada (Equipa de Chile) consegue a Volta de San Luis, ante José Serpa (Androni–Sidermec–Bottecchia) e Josué Moyano (Equipa da Argentina).
  - Durante a 3.ª fase da 3.ª manga da Copa do Mundo de ciclismo em pista, os franceses conseguem 3 vitórias, a saber o quilómetro Homens, o keirin Mulheres e a velocidade Homens, que se adjudicam respectivamente François Pervis ante Hugo Haak e Simon van Velthooven, Clara Sanchez ante Lyubov Shulika e Rebecca James, e Kévin Sireau ante Sebastian Doehrer e Zhang Miao. Os Franceses marcham igualmente com uma medalha de bronze, por meio de Pascale Jeuland no omnium, batida por Tara Whitten e Kirsten Wild. As russas Artur Ershov e Alexei Markov realizem um duplicado na corrida por pontos, Claudio Imhof tomando o 3.º posto.

- 25 de janeiro : Zdeněk Štybar (Telenet-Fidea) apanha oficialmente a Quick Step.

- 26 de janeiro : Alberto Contador está suspenso 1 ano pela RFEC, para o seu controle positivo positivo ao clenbutérol no Tour de France de 2010.[6]

- 28 de janeiro : a União Ciclista Internacional (UCI) anuncia a lista das equipas continentais automaticamente qualificadas para as circuitos continentais.[7]

- 30 de janeiro :
  - Zdeněk Štybar (República Checa) conserva o seu título de campeão do mundo de ciclocross. Avança aos belgas Sven Nys e Kevin Pauwels. Em as mulheres, Marianne Vos (Países Baixos) consegue um 4.º título e iguala assim Hanka Kupfernagel.[8] avançando a Katherine Compton (Estados Unidos) e Kateřina Nash (República Checa).
  - Jérémy Roy (FDJ) consegue o Grand Prix d'ouverture La Marseillaise, avançando Sylvain Georges (BigMat-Auber 93) e Romain Feillu (Vacansoleil-DCM).
  - Anthony Charteau (Europcar) impõe-se para a segundo ano consecutiva na Tropicale Amissa Bongo. Andy Cappelle (Quick Step) e Adil Jelloul (equipa de Marrocos) são respectivamente segundo e terceiro.
  - Daniele Pietropolli (Lampre-ISD) ganha o Volta da província de Reggio de Calabria. Avança a José Serpa (Androni–Sidermec–Bottecchia) e Daniel Oss (Liquigas-Cannondale).

### Fevereiro
- 1.º fevereiro : Jonathan Monsalve (Androni–Sidermec–Bottecchia) consegue o Tour de Langkawi, ante o seu colega Emanuele Sella, 3.º, e Libardo Menino (LeTua), 2.º, enquanto Andrea Guardini (Farnese Vini-Neri Sottoli) consegue a 5. ª etapa na sua primeira prova profissional.

- 2 de fevereiro : Jack Bobridge (Garmin-Cervélo) realiza o melhor tempo da história em perseguição (4 km), na pista de Adelaide durante o Campeonato da Austrália, em 4 min 10 s 534, batendo assim as 4 min 11 s 114 de Chris Boardman em Manchester em 1996.[9]

- 4 de fevereiro : Eleonora van Dijk (HTC-Highroad Women) consegue a Tour do Qatar feminino, avançando à sua colega de equipa Charlotte Becker e Íris Slappendel (Garmin-Cervélo).

- 5 de fevereiro : o italiano Elia Viviani (Liquigas-Cannondale) impõe-se durante o Grande Prêmio da Costa Étrusque, avançando aos seus compatriotas Roberto Ferrari (Androni–Sidermec–Bottecchia) e Elia Favilli (Farnese Vini-Neri Sottoli).

- 6 de fevereiro :
  - Anthony Ravard (AG2R La Mondiale) consegue a Estrela de Bessèges. Seguem Johnny Hoogerland e Marco Marcato (Vacansoleil-DCM).
  - A primeira manga do Challenge de Mallorca, o Troféu Palma, volta a Tyler Farrar (Garmin-Cervélo), que ganha ao sprint Marcel Kittel (Skil-Shimano) e Francisco Ventoso (Movistar). Este resultado será invalidado finalmente.[10]

- 7 de fevereiro : Tyler Farrar (Garmin-Cervélo) consegue a 2.ª manga do Challenge de Mallorca, o Troféu Calou Millor. O estadounidense ganha ao sprint John Degenkolb e Leigh Howard (HTC-Highroad).

- 8 de fevereiro : Ben Hermans (RadioShack) impõe-se durante a 3.º manga do Challenge de Mallorca, o Troféu Inca, avançando Arkaitz Durán (Geox-TMC) e Xavier Tondo (Movistar).

- 9 de fevereiro : novo sprint no Challenge de Mallorca. Durante a 4.º manga, o Troféu Deià, José Joaquín Rojas (Movistar) regula um grupo de uma cuarentena de corredores. Gorka Izagirre (Euskaltel-Euskadi) e Juan José Cobo (Geox-TMC) são respectivamente 2.º e 3.º.

- 10 de fevereiro : Murilo Fischer (Garmin-Cervélo) impõe-se durante a 5.º manga do Challenge de Mallorca, o Troféu Magaluf-Palmanova, avançando Óscar Freire (Rabobank) e José Joaquín Rojas (Movistar).

- 11 de fevereiro :
  - Mark Renshaw (HTC-Highroad) consegue o Tour de Catar, avançando Heinrich Haussler (Garmin-Cervélo) e Daniele Bennati (Leopard-Trek), enquanto o néo-pró Andrea Guardini (Farnese Vini-Neri Sottoli) impõe-se para a sexta vez da temporada.
  - Elia Viviani (Liquigas-Cannondale) consegue o Volta de Bombay I. Avança Robbie McEwen (RadioShack) e Tyler Day (Team Bonitas).
  - Riccardo Riccò (Vacansoleil-DCM) está suspenso pela sua equipa.

- 12 de fevereiro : Sven Nys (Landbouwkrediet) consegue o Superprestige, ante Kevin Pauwels e Zdeněk Štybar (Telenet-Fidea).

- 13 de fevereiro :
  - David Moncoutié (Cofidis) consegue o Volta mediterrânea, avançando Jean-Christophe Péraud (AG2R La Mondiale) e Wout Poels (Vacansoleil-DCM).
  - Robert Hunter (RadioShack) impõe-se no Volta de Bombay II. Avança Elia Viviani (Liquigas-Cannondale) e Jonathan McEvoy (Motorpoint).

- 15 de fevereiro : Alberto Contador (Saxo Bank-SunGard) é finalmente blanchi pela sua federação.[11]

- 17 de fevereiro : Chanpeng Nontasin (Tailândia) resulta campeã de Ásia da contrarrelógio, ante Eunju Som (Coreia do Sul) e Wong Wan Yiu (Hong Kong), enquanto nos homens, é Eugen Wacker (Kirguistán) que está júri, ante Dmitriy Gruzdev (Kazajstán) e Hossein Askari (Irão).

- 18 de fevereiro : durante a 4.º manga da Copa do Mundo de ciclismo em pista, a Manchester, o Francês Kévin Sireau avança os Britânicos Jason Kenny e Chris Hoy para adjudicar-se a velocidade individual homens. Rohan Dennis impõe-se durante a perseguição individual homens, avançando Geraint Thomas e Marc Ryan. Nas mulheres, a velocidade por equipa e a perseguição por equipa estão conseguidas pelo Austrália e o Reino Unido, que avançam respectivamente a China e a França, e a Nova Zelândia e Ouch Pro Cycling.

- 19 de fevereiro :
  - Daniele Pietropolli (Lampre-ISD) adjudica-se o Troféu Laigueglia, avançando Simone Ponzi (Liquigas-Cannondale) e Ángel Vicioso (Androni–Sidermec–Bottecchia).
    - 4.º manga da Copa do Mundo de ciclismo em pista, 2.º fase. Chris Hoy ante a Jason Niblett e Azizul Awang para impor-se no keirin homens, enquanto Shane Archbold consegue o omnium ante Ho-Sung Cho e Elia Viviani. Nas mulheres, a australiana Anna Meares consegue a velocidade individual ante Guo Shuang e Victoria Pendleton, enquanto o seu compatriota Amy Cure toma o 3.º posto durante o scratch, batida só por Anastasia Tchulkova e Jennie Reed.

  - Riccardo Riccò (Vacansoleil-DCM) é despedida pela sua equipa.[12]

- 20 de fevereiro :
  - Yukiya Arashiro (Japão) torna-se campeão da Ásia. Em segundo Muradian Khalmuratov (Uzbekistan) e terceiro Hossein Askari (Irão).
  - Vencedor de duas etapas, Robert Gesink (Rabobank) consegue o Tour de Omã, ganhando a Edvald Boasson Hagen (Team Sky) e Giovanni Visconti (Farnese Vini-Neri Sottoli).
  - Tony Martin (HTC-Highroad) consegue a Volta ao Algarve, com a vitória do contrarrelógio final, ganhando ao seu colega Tejay van Garderen e Lieuwe Westra (Vacansoleil-DCM).
  - Thomas Voeckler (Europcar) adjudica-se o Tour du Haut-Var. Ganha aJulien Antomarchi (VC La Pomme Marseille) e Rinaldo Nocentini (AG2R La Mondiale).
  - Durante a 3.º fase da 4.º manga da Copa do Mundo de ciclismo em pista, a França consegue a velocidade por equipa homens ante a Alemanha e a Team Sky. O Grã-Bretanha realiza o duplicado na perseguição por equipa, já que, dois dias após as mulheres, os seus representantes impõem-se ante a Nova Zelândia e a Espanha. As Britânicas ganham outra medalha, por meio de Victoria Pendleton, batida no keirin só por Guo Shuang e Clara Sanchez. Sarah Hammer ganha no omnium, avançando sobre Kirsten Wild e Malgorzata Wojtyra. A França consegue a classificação por nação desta copa do mundo.[13]

- 22 de fevereiro : o velódromo dos Jogos Olímpicos 2012 é inaugurado.

- 24 de fevereiro : Markel Irizar (RadioShack) consegue a Ruta del Sol, ante o seu colega Levi Leipheimer, 3.º, e Jurgen Van den Broeck (Omega Pharma-Lotto), 2.º.

- 26 de fevereiro :
  - Durante a primeira clássica de Flandres da temporada.[14] a Omloop Het Nieuwsblad, Sebastian Langeveld (Rabobank) impõe-se centímetros ante Juan Antonio Flecha (Team Sky). Mathew Hayman, colega deste último, completa o pódio.
  - Peter Sagan (Liquigas-Cannondale) consegue a Volta a Sardinia. Avança a José Serpa (Androni–Sidermec–Bottecchia) e Damiano Cunego (Lampre-ISD).
  - Giovanni Visconti (Farnese Vini-Neri Sottoli) adjudica-se o Grande Prêmio dell'Insubria, avançando a Jura Kocjan (Team Type 1) e Rinaldo Nocentini (AG2R La Mondiale).

- 27 de fevereiro :
  - Segundo clássico flandriano da temporada, Kuurne-Bruxelas-Kuurne termina-se por um sprint em massa, conseguido por Chris Sutton (Team Sky), ante Yauheni Hutarovich (FDJ) e André Greipel (Omega Pharma-Lotto).
  - Pavel Brutt (Katusha) consegue a Classica Sarda Sassari-Cagliari. Avança sobre Emanuele Sella (Androni–Sidermec–Bottecchia) e Peter Sagan (Liquigas-Cannondale).
  - Ivan Basso (Liquigas-Cannondale) impõe-se durante o Grande Prêmio de Lugano, avançando sobre Fabio Duarte (Geox-TMC) e Giovanni Visconti (Farnese Vini-Neri Sottoli).
  - Triplicado francês nos Boucles du Sud Ardèche, onde Arthur Vichot (FDJ) ante a Thierry Hupond (Skil-Shimano) e Cyril Gautier (Europcar).
  - O néo-profissional Matteo Pelucchi (Geox-TMC) obtém o primeiro sucesso da sua carreira durante a Clássica de Almeria, ante a José Joaquín Rojas (Movistar) e Pim Ligthart (Vacansoleil-DCM).

### Março
- 2 de março : os alemães da Leopard-Trek Dominic Klemme e Robert Wagner terminam respectivamente primeiro e terceiro do Samyn, contribuindo assim a primeira vitória à sua equipa. Kevyn Ista (Cofidis (equipa ciclista)) intercale-se entre ambos corredores.

- 3 de março : a Volta a Frioul, disputado debaixo de chuva, e neve, o vento e o frio (uma centena de corredores abandonaram), vê a vitória de José Serpa (Androni–Sidermec–Bottecchia), que supera Pavel Brutt (Katusha) e Nicki Sørensen (Saxo Bank-SunGard).

- 5 de março : Philippe Gilbert (Omega Pharma-Lotto) consegue o Monte Paschi Strade Bianche, avançando aos italianos Alessandro Ballan (BMC Racing) e Damiano Cunego (Lampre-ISD).

- 6 de março :
  - Alberto Contador (Saxo Bank-SunGard) consegue a Volta a Múrcia, como consequência da sua 2.ª vitória de etapa consecutiva (montanha depois contrarrelógio), avançando a Jérôme Coppel (Saur-Sojasun) e Denis Menchov (Geox-TMC), ao mesmo tempo à classificação geral e durante as suas 2 vitórias de etapa (Menchov que tem tomado o 2.º posto da etapa de montanha).
  - Triplicado da RadioShack aos Três Dias de Flandres-Ocidental, onde Jesse Sergent, Sébastien Rosseler e Michał Kwiatkowski completam o pódio.
  - Denis Flahaut (Roubaix Lille Métropole) impõe-se ao sprint durante o Grande Prêmio de Lillers, ante Fabien Bacquet (BigMat-Auber 93) e Nikola Aistrup (Team Concordia Forsikring).

- 8 de março : o Tribunal Arbitral do Desporto condena Franco Pellizotti a 2 anos de suspensão.[15]

- 13 de março :
  - Tony Martin (HTC-Highroad) consegue a Paris-Nice graças sobretudo à sua vitória no contrarrelógio, que se apodera assim da cabeça da UCI World Tour. Avança à classificação geral Andreas Klöden (RadioShack) e Bradley Wiggins (Team Sky).
  - Jonathan Hivert (Saur-Sojasun) impõe-se durante Paris Troyes, avançando sobre Gianni Meersman (FDJ) e Mathieu Drujon (BigMat-Auber 93).

- 15 de março : Cadel Evans (BMC Racing), vencedor da 6. ª etapa, consegue a Tirreno-Adriático. Avança à classificação geral de a carreira dos dois mares Robert Gesink (Rabobank) e Michele Scarponi (Lampre-ISD). Encontra-se a igualdade de pontos com Tony Martin (HTC-Highroad) à frente do UCI World Tour.

- 16 de março : primeira vitória desde fevereiro de 2009 para Gert Steegmans (Quick Step), que se adjudica Nokere Koerse, ante Stefan van Dijk (Verandas Willems) e Graeme Brown (Rabobank).

- 17 de março : William Dickeson (Austrália) é sagrado campeão da Oceania do contrarrelógio, avançando aos seus compatriotas David Pell e Nick Bensley. Nas mulheres, observa-se igualmente um triplicado australiano, já que o pódio está composto de Shara Gillow, Bridie O’Donnelle e Alexis Rhodes.

- 18 de março : Steve Schets (Donckers Koffie-Jelly Belly) impõe-se na Handzame Classic, avançando debaixo de trombas de água a Kenny van Hummel (Skil-Shimano) e Niko Eeckhout (An Post-Sean Kelly).

- 19 de março :
  - Matthew Goss (HTC-Highroad) regula um grupo de 8 corredores para adjudicar-se Milão San Remo, que se apoderam assim bastante amplamente da cabeça da UCI World Tour. Fabian Cancellara (Leopard-Trek) e Philippe Gilbert (Omega Pharma-Lotto) completem o pódio deste 102.º Primavera, conseguida pela primeira vez por um não-europeu.
  - Lieuwe Westra (Vacansoleil-DCM) consegue a Classic Loire-Atlantique, ante Bert Scheirlinckx (Landbouwkrediet) e Yohan Cauquil (VC A Maçã Marselha).
  - Novo triplicado australiano no Campeonato Oceânico, onde Shara Gillow realiza o duplicado e se adjudica o ciclismo em estrada, avançando a Bridie O'Donnelle e Chloe McConville.

- 20 de março :
  - Onda de abandonos durante a ciclismo em estrada dos Campeonato Oceânico (11 corredores finalizaram a carreira), onde Ryan Obst (Austrália) se impõe, avançando aos seus compatriotas Sam Rytherford e Steele Von Hoff.
  - Thomas Voeckler (Europcar) consegue a Cholet – Pays-de-Loire. Avança a Tony Gallopin (Cofidis) e Benjamin Giraud (VC La Pomme Marseille).
  - David Veilleux (Europcar) adjudica-se a Roue Tourangelle, ante o seu colega Sébastien Chavanel, 3.º. Anthony Delaplace (Saur-Sojasun) termina no 2.º posto.

- 23 de março :
  - Nick Nuyens (Saxo Bank-SunGard) impõe-se durante Através de Flandres, avançando ao sprint ao seu colega de fuga Geraint Thomas (Team Sky). O pelotão, regulado por Tyler Farrar (Garmin-Cervélo), vem morrer nos calcanhares do dúo.
  - Começo dos campeonatos mundiais de ciclismo em pista, em Apeldoorn, nos Países Baixos.

- 26 de março :
  - O italiano Emanuele Sella (Androni–Sidermec–Bottecchia) consegue a Semaine Internationale Coppi et Bartali, avançando aos seus compatriotas Diego Ulissi (Lampre-ISD) e Stefano Pirazzi (Colnago-CSF Inox).
  - Fabian Cancellara (Leopard-Trek) adjudica-se em solitário o E3 Harelbeke para o 2.º ano consecutivo. Avança a Jürgen Roelandts (Omega Pharma-Lotto) e Vladimir Gusev (Katusha).

- 27 de março :
  - Tom Boonen (Quick Step) consegue a Gante-Wevelgem, avançando ao sprint Daniele Bennati (Leopard-Trek) e Tyler Farrar (Garmin-Cervélo).
  - Alberto Contador (Saxo Bank-SunGard), vencedor da 3.ª etapa, adjudica-se a classificação geral da Volta à Catalunha, ante Michele Scarponi (Lampre-ISD), que volta assim a 1 ponto de Matthew Goss (HTC-Highroad) à frente do UCI World Tour, e Daniel Martin (Garmin-Cervélo).
  - Fränk Schleck (Leopard-Trek), vencedor da 1.ª etapa, consegue o Critérium Internacional. Avança na geral a Vasil Kiryienka (Movistar) e Riñón Taaramäe (Cofidis), que termino melhor jovem da carreira.
  - Ao finalizar os campeonatos mundiais de ciclismo em pista, a Austrália termina em cabeça do quadro das medalhas, com 8 títulos, bem como 2 medalhas de prata e 1 de bronze.[16]
  - Alexandre Blain (Endura Racing) impõe-se durante o Volta da Normandia, avançando a Mathieu Simon (Cyclo-club de Nogent-sur-Oise) e Wesley Kreder (Rabobank Continental).

- 31 de março : os RadioShack colocam 2 corredores no pódio dos Três Dias de Bruges–De Panne, a saber Sébastien Rosseler e Michał Kwiatkowski, respectivamente 1.º e 3.º, graças à sua temporada no contrarrelógio final (os 2 Top 10 são similares). Lieuwe Westra (Vacansoleil-DCM) toma o 2.º posto.

### Abril
- 1.º abril : Renaud Dion (Bretaña-Schuller) consegue a Route Adélie. Avança sobre Gianni Meersman (FDJ) e Steven Tronet (Roubaix Lille Métropole).

- 2 de abril :
  - Pim Ligthart (Vacansoleil-DCM) impõe-se ao sprint no Hel van het Mergelland, ante Federico Canuti (Colnago-CSF Inox) e Samuel Dumoulin (Cofidis).
  - Samuel Sánchez (Euskaltel-Euskadi) contribui a 1.ª vitória do ano à sua equipa, a última equipe ProTour sem vitória, em se adjudicam o Grande Prêmio Miguel Indurain, ante Alexandr Kolobnev (Katusha) e Fabian Wegmann (Leopard-Trek).

- 3 de abril :
  - Nick Nuyens (Saxo Bank-SunGard) consegue a Volta à Flandres, avançando ao sprint aos seus colegas de escapada Sylvain Chavanel (Quick Step) e Fabian Cancellara (Leopard-Trek). Matthew Goss (Team HTC-Highroad) conserva a cabeça da UCI World Tour.
  - Tony Gallopin (Cofidis) adjudica-se ao sprint a 1.ª edição da Flecha de Émeraude, ante Jura Kocjan (Team Type 1) e Francesco Ginanni (Androni–Sidermec–Bottecchia).
  - Alexey Tsatevitch (Itera-Katusha) consegue o Grande Prêmio de Nogent-sur-Oise. Avança Barry Markus (Rabobank Continental) e Ioánnis Tamourídis (SP Tableware).

- 6 de abril : Mark Cavendish (Team HTC-Highroad) obtém a sua 2.ª vitória da temporada, que se impõe durante o Grande Prêmio de Escalda ante Denis Galimzyanov (Team Katusha) e Yauheni Hutarovich (FDJ).

- 7 de abril : Bert Scheirlinckx (Landbouwkrediet) ganha o Grande Prêmio Pino Cerami, ante Marco Marcato (Vacansoleil-DCM) e Ben Hermans (Team RadioShack).

- 8 de abril : Anthony Roux (FDJ) consegue o Circuito de Sarthe, ante Blel Kadri (AG2R La Mondiale) e David Millar (Garmin-Cervélo).

- 9 de abril : duplicado do Team RadioShack na Volta do País Basco, onde Andreas Klöden, que toma o {2.ª posto do UCI World Tour a 1 ponto de Matthew Goss (Team HTC-Highroad) e a igualdade com Michele Scarponi (Lampre-ISD), impõe-se ante Christopher Horner, vencedor no ano passado. Robert Gesink (Rabobank) completa o pódio.

- 10 de abril :
  - Iván Melero (Team Type 1), vítima de uma malformação cardíaca, está obrigado de pôr um final à sua carreira.[17]
  - Johan Vansummeren (Garmin-Cervélo) adjudica-se em solitário Paris-Roubaix, ante Fabian Cancellara (Team Leopard-Trek), que se apodera da cabeça da UCI World Tour, e Maarten Tjallingii (Rabobank).
  - Damiano Cunego (Lampre-ISD) ganha a Volta de Apeninos, ante Emanuele Sella (Androni–Sidermec–Bottecchia) e Felipe Laverde (Colombia és Pasion).
  - Jonathan Hivert (Saur-Sojasun) consegue a Klasika Primavera. Avança David López García (Movistar) e Nick Nuyens (Saxo Bank-SunGard).
  - Gianni Meersman (FDJ) impõe-se à classificação geral do Circuito de Ardenas, avançando Laurent Pichon (Bretaña-Schuller) e Andrey Solomennikov (Itera-Katusha).

- 12 de abril : Sandy Casar (FDJ) consegue a Paris-Camembert. Avança sobre Romain Hardy (Bretaña-Schuller) e Julien Antomarchi (VC La Pomme Marseille).

- 13 de abril : Philippe Gilbert (Omega Pharma-Lotto) adjudica-se a [[Flecha >Brabançonne]], batendo ao sprint Björn Leukemans (Vacansoleil-DCM). Anthony Geslin (FDJ) completa o pódio.

- 14 de abril : Jimmy Casper (Saur-Sojasun) impõe-se para a 4.ª vez no grande Prêmio de Denain, avançando Romain Feillu (Vacansoleil-DCM) e Aidis Kruopis (Landbouwkrediet).

- 16 de abril : Romain Feillu (Vacansoleil-DCM) ganha o Volta de Finistère, ante Armindo Fonseca (Bretaña-Schuller) e Sandy Casar (FDJ).

- 17 de abril :
  - Philippe Gilbert (Omega Pharma-Lotto) consegue pela 2.ª vez consecutiva o Amstel Gold Race, avançando Joaquim Rodríguez (Team Katusha) e Simon Gerrans (Team Sky). Fabian Cancellara (Team Leopard-Trek) conserva a cabeça da UCI World Tour.
  - Xavier Tondo (Movistar) adjudica-se o Volta de Castela e Leão, ante Bauke Mollema (Rabobank) e Igor Antón (Euskaltel-Euskadi).
  - Vincent Jérôme (Europcar) impõe-se no Tro Bro Leon, ante Will Routley (SpiderTech) e Arnold Jeannesson (FDJ).

- 20 de abril : Philippe Gilbert (Omega Pharma-Lotto) consegue a Flecha wallonne, tomando do mesmo golpe a cabeça da UCI World Tour, avançando Joaquim Rodríguez (Team Katusha) e Samuel Sánchez (Euskaltel-Euskadi).

- 22 de abril : Michele Scarponi (Lampre-ISD) adjudica-se o Tour de Trentin, ante Tiago Machado (Team RadioShack) e Luca Ascani (De Angelo & Antenucci).

- 23 de abril : Santiago de Chile Perez (Barbot) vence a Grande Prêmio Llodio, ante Daniele Ratto (Geox-TMC) e Marcos García (KTM-Murcia).

- 24 de abril :
  - Philippe Gilbert (Omega Pharma-Lotto) impõe-se na Liège-Bastogne-Liège, reforçando o seu 1.º posto do UCI World Tour e realizando o 2.º triplicado das Ardenas da História. Ganha ao sprint a Fränk e Andy Schleck (Team Leopard-Trek).
  - Imanol Erviti (Movistar) consegue a Volta riojana, ante a Giovanni Báez e Juan Pablo Suárez (EPM-Une).

- 25 de abril : Michael Matthews (Rabobank) adjudica-se a Volta a Colónia, ante Marcel Kittel (Skil-Shimano) e Giacomo Nizzolo (Team Leopard-Trek).

- 30 de abril : Ángel Vicioso (Androni–Sidermec–Bottecchia) ganha o Grande Prêmio Larciano, ante Giovanni Visconti (Farnese Vini-Neri Sottoli) e Mauro Finetto (Liquigas-Cannondale).

### Maio
- 1.º maio :
  - Cadel Evans (BMC Racing) consegue a Volta à Romandia, ante a Tony Martin (Team HTC-Highroad) e Alexandre Vinokourov (Astana Pro Team). Philippe Gilbert (Omega Pharma-Lotto) conserva a cabeça da UCI World Tour.
  - John Degenkolb (Team HTC-Highroad) impõe-se no Grande Prêmio de Frankfurt. Avança sobre Jérôme Baugnies (Topsport Vlaanderen-Mercator) e Michael Matthews (Rabobank).
  - Alexander Efimkin (Team Type 1) adjudica-se o Volta à Turquia, ante a Andrey Zeits (Astana Pro Team) e Thibaut Pinot (FDJ).

- 2 de maio : Javier Moreno (Caja Rural) ganha a Voltas às Astúrias, ante Constantino Zaballa (Miche) e Sergio Sousa (Barbot).

- 7 de maio : início do Giro d'Italia.

- 8 de maio :
  - Thomas Voeckler (Europcar) consegue os Quatro Dias de Dunquerque. Avança Laurent Pichon (Bretaña-Schuller) e Zdeněk Štybar (Quick Step).
  - Rui Costa (Movistar) adjudica-se a Volta a Madrid, ante Javier Moreno (Caja Rural) e Jonathan Castroviejo (Euskaltel-Euskadi).

- 9 de maio : morte de Wouter Weylandt, como consequência de uma pesada queda no descida do Passo do Bocco, a primeira costa da 3. ª etapa do Giro d'Italia.

- 15 de maio : Romain Feillu (Vacansoleil-DCM) impõe-se na Volta a Picardia, ante a Kenny Dehaes (Omega Pharma-Lotto) e Filippo Pozzato (Team Katusha).

- 22 de maio : Anthony Roux (FDJ) ganha o Circuito de Lorena, avançando a Thomas De Gendt (Vacansoleil-DCM) e Julien Simon (Saur-Sojasun).

- 23 de maio :
  - Morte de Xavier Tondo, como consequência de um acidente criado na sua residência de Granada, enquanto se aprestava para ir treinar em companhia de Beñat Intxausti.
  - Quintuplo estadounidense na Volta à Califórnia, com Christopher Horner (Team RadioShack) que se impõe, ante o seu colega Levi Leipheimer e Thomas Danielson (Garmin-Cervélo).

- 29 de maio :
  - Alberto Contador (Saxo Bank-SunGard) consegue o Giro d'Italia. Apodera-se assim do 2.º posto do UCI World Tour, a 7 pontos de Philippe Gilbert e 1 ponto ante Michele Scarponi (Lampre-ISD), 2.º do Giro. Vincenzo Nibali (Liquigas-Cannondale) termina 3.º deste Giro para a segundo ano consecutivo.
  - Triplicado dos Belgas na sua Tour nacional, onde Philippe Gilbert (Omega Pharma-Lotto) avança sobre Greg Van Avermaet (BMC Racing) e Björn Leukemans (Vacansoleil-DCM).
  - Geraint Thomas (Team Sky) adjudica-se a Volta à Baviera, avançando sobre Nicki Sørensen (Saxo Bank-SunGard) e Michael Albasini (Team HTC-Highroad).
  - David Zabriskie (Garmin-Cervélo) é consagrado Campeão dos Estados Unidos da contrarrelógio. Avança sobre Tom Zirbel (Jamis-Sutter Home) e Matthew Busche (Team RadioShack).

- 30 de maio : Matthew Busche (Team RadioShack) resulta Campeão dos Estados Unidos, avançando George Hincapie (BMC Racing) e Ted King (Liquigas-Cannondale).

- 31 de maio : inicialmente prevista de 6 à 8 de junho, a audiência de Alberto Contador (Saxo Bank-SunGard) ante o Tribunal Arbitral do Desporto está adiada a início de, de 1 a 3.[18]

### Junho
- 5 de junho :
  - Linus Gerdemann (Team Leopard-Trek), vencedor de uma etapa, consegue o Tour de Luxemburgo ante os Franceses Alexandre Geniez (Skil-Shimano) e Tony Gallopin (Cofidis).
  - Michael Albasini (Team HTC-Highroad) adjudica-se o Grande Prêmio do Cantão d'Argovie ante o Italiano Giovanni Visconti (Farnese Vini-Neri Sottoli) e o Alemão Stefan Schumacher (Miche-Guerciotti).
  - Theo Bos (Rabobank) impõe-se no Tour de Rijke ante Kenny van Hummel (Skil-Shimano) e Daniel Schorn (Team NetApp).

- 8 de junho : Riccardo Riccò está suspenso pela FCI, e este "para motivos inerentes ao amparo da saúde do corredor dele mesmo".[19]

- 12 de junho :
  - Bradley Wiggins (Team Sky) consegue a 63.º edição do Critéro do Dauphiné ante Cadel Evans (BMC Racing) e Alexandre Vinokourov (Astana Pro Team). Consegue a sua primeira carreira por etapas de prestígio.
  - Marcel Kittel (Skil-Shimano) adjudica-se o Delta Zeeland Tour. Os neerlandeses Theo Bos e Jos van Emden (Rabobank) completem o pódio.

- 15 - 17 de junho : reunião da UCI em Maastricht.[20]

- 19 de junho :
  - Levi Leipheimer (Team RadioShack) consegue a 75.º edição da Volta à Suíça, avançando a Damiano Cunego (Lampre-ISD) e Steven Kruijswijk (Rabobank). Philippe Gilbert conserva a cabeça do UCI World Tour.
  - Daniel Martin (Garmin-Cervélo) impõe-se no Volta a Toscana. Avança a Mauro Santambrogio (BMC Racing) e Miguel Ángel Rubiano (De Angelo & Antenucci-Nippo).
  - Philippe Gilbert (Omega Pharma-Lotto), vencedor de uma etapa, adjudica-se o Ster ZLM Toer ante Niki Terpstra (Quick Step) e Ramūnas Navardauskas (Garmin-Cervélo).
  - Vasil Kiryienka (Movistar) consegue a Ruta del Sur, ante Davide Rebellin (Miche) e Peter Kennaugh (Team Sky).
  - O italiano Diego Ulissi (Lampre-ISD) ganha a Volta à Eslovénia, ante o croata Radoslav Rogina (Loborika) e o esloveno Robert Vrečer (Perutnina Ptuj), enquanto Andrea Guardini (Farnese Vini-Neri Sottoli) obtém a sua 9.ª vitória da temporada.

- 23 de junho, Campeonatos nacionais do contrarrelógio : Christophe Kern (Europcar) e Luis León Sánchez (Rabobank), sobretudo, estão júris, respectivamente em França e em Espanha.

- 26 de junho, Campeonatos nacionais : Sylvain Chavanel (Quick Step), José Joaquín Rojas (Movistar), Giovanni Visconti (Farnese Vini-Neri Sottoli), Philippe Gilbert (Omega Pharma-Lotto) e Fabian Cancellara (Team Leopard-Trek), sobretudo, estão seleccionados, respectivamente em França, em Espanha, em Itália, em Campeonato da Bélgica de Ciclismo em Estrada Bélgica e em Campeonato da Suíça de Ciclismo em Estrada Suíça.[21] O jovem prodígio Peter Sagan (Liquigas-Cannondale) consegue o seu primeiro título nacional.

### Julho
- 2 de julho :
  - Começo do Tour de France.
  - Simone Ponzi (Liquigas-Cannondale) ganha o GP Kranj, avançando ao sprint os eslovenos Lukasz Mezgec (Sava) e Blaž Furdi (Adria Mobil).
  - Marcin Sapa (Pologne Route) consegue a course de Solidarnosc, ante Oleksandr Sheydyk (Lampre-ISD) e Roman Broniš (AC Sparta Prague).

- 10 de julho :
  - Fredrik Kessiakoff (Astana Pro Team) consegue a Volta à Áustria. Avança sobre Leopold König (Team NetApp) e Carlos Sastre (Geox-TMC).
  - Gregor Gazvoda (Perutnina Ptuj) impor no Volta do lago Qinghai, avançando Dimitriy Gruzdev (Astana Pro Team) e Mateusz Taciak (CCC Polsat).
  - Arnaud Démare (Cyclo-clube de Nogent-sobre-Oise CC Nogent-sobre-Oise) vontade ao sprint a Redonda pévéloise, ante Yauheni Hutarovitch (FDJ) e Denis Flahaut (Roubaix Lille Território metropolitano Roubaix Lille Território metropolitano).

- 15 de julho : Elia Viviani (Liquigas-Cannondale) consegue ao sprint o Grande Prêmio Nobili Rubinetterie de Stresa, avançando Danilo Napolitano (Acqua & Sapone) e Bernardo Riccio (De Angelo & Antenucci)

- 16 de julho : Simone Ponzi (Liquigas-Cannondale) adjudica-se o Grande Prêmio Nobili Rubinetterie Papà Carlo. Avança Luca Mazzanti (Farnese Vini-Neri Sottoli) e Davide Rebellin (Miche).

- 24 de julho :
  - Final do Tour de France. Cadel Evans (BMC Racing), vencedor da 4. ª etapa, resulta o primeiro Austrálian vencedor da Grande Encrespa, que se apodera assim da cabeça da UCI World Tour. Avança Andy e Fränk Schleck (Team Leopard-Trek), primeiros irmãos a subir juntos no pódio.
  - Fortunato Baliani (De Angelo & Antenucci) consegue o Brixia Tour, ante Domenico Pozzovivo (Colnago-CSF Inox) e Diego Ulissi (Lampre-ISD).

- 26 de julho : a audiência de Alberto Contador tem sido recusada "a datas anteriores, provavelmente em novembro de 2011".[22]

- 27 de julho : Greg Van Avermaet (BMC Racing) impõe-se durante o Volta de Valonia, avançando Joost van Leijen (Vacansoleil-DCM) e Ben Hermans (Team RadioShack).

- 30 de julho : Philippe Gilbert (Omega Pharma-Lotto) adjudica-se a Clasica San Sebastian. Avança Carlos Barredo (Rabobank), vencedor em 2009, e Greg Van Avermaet (BMC Racing).

### Agosto
- 4 de agosto : Samuel Dumoulin (Cofidis) impõe-se durante Paris Corrèze, ante Bert De Waele (Landbouwkrediet) e Thomas Degand (Verandas Willems).

- 6 de agosto :
  - Enquanto Marcel Kittel (Skil-Shimano) adjudica-se o seu quarto sprint da prova, Peter Sagan (Liquigas-Cannondale) consegue a Volta da Polónia, a sua primeira carreira UCI World Tour, avançando graça sobretudo às suas 2 vitórias de etapas Daniel Martin (Garmin-Cervélo), vencedor luzido também de uma etapa, e Marco Marcato (Vacansoleil-DCM). Cadel Evans (BMC Racing) conserva a cabeça da UCI World Tour.
  - Fabio Taborre (Acqua & Sapone) obtém a sua primeira vitória profissional por motivo do Grande Prêmio de Camaiore, onde avança Simone Stortoni (Colnago-CSF Inox) e Davide Rebellin (Miche).

- 7 de agosto :
  - Simon Gerrans (Team Sky) ganha o Volta da Dinamarca. Avança Daniele Bennati (Team Leopard-Trek) e Michael Mørkøv (Saxo Bank-SunGard).
  - Duplicado dos Team Katusha no Volta burgalesa, onde Joaquim Rodríguez se impõe ante Daniel Moreno. Juan José Cobo (Geox-TMC) completa o pódio.

- 13 de agosto : David Moncoutié (Cofidis) consegue o Volta de Ain, avançando Wout Poels (Vacansoleil-DCM) e Leopold König (Team NetApp).

- 14 de agosto :
  - Vencedor da última etapa, Edvald Boasson Hagen (Team Sky) impõe-se no Eneco Tour, avançando Philippe Gilbert (Omega Pharma-Lotto) e David Millar (Garmin-Cervélo). Cadel Evans (BMC Racing) conserva a cabeça da UCI World Tour.
  - Mark Cavendish (Reino Unido) adjudica-se ao sprint a London-Surrey Ciclo Classic a Ciclismo em estrada prado-olímpico. Avança Sacha Modolo (Itália) e Samuel Dumoulin (França).
  - Levi Leipheimer (Team RadioShack) consegue o Volta da Utah, sua colega Janez Brajkovič terminando 3.º. Sergio Henao (Gobernacion De Antioquía - Indeportes Antiquia) está 2.º.

- 16 de agosto : Davide Rebellin (Miche) impõe-se nos Três vales varésines, e este pela primeira vez desde seu regresso de suspensão. Avança Domenico Pozzovivo (Colnago-CSF Inox) e Thibaut Pinot (FDJ).

- 17 de agosto : Sacha Modolo (Colnago-CSF Inox) vontade ao sprint a Coppa Agostoni, ante Simone Ponzi (Liquigas-Cannondale) e Oscar Gatto (Farnese Vini-Neri Sottoli).

- 18 de agosto : Yauheni Hutarovitch (FDJ) adjudica-se a Coppa Bernocchi, avançando Manuel Belletti (Colnago-CSF Inox) e Giovanni Visconti (Farnese Vini-Neri Sottoli).

- 19 de agosto : Björn Leukemans (Vacansoleil-DCM) consegue o Volta de Limousin. Avança Matthieu Ladagnous (FDJ) e Florian Guillou (Bretaña-Schuller).

- 20 de agosto :
  - Começo da Volta a Espanha.
  - Davide Rebellin (Miche) impõe-se no Troféu Melinda, avançando Miguel Ángel Rubiano (De Angelo Antenucci) e Domenico Pozzovivo (Colnago-CSF Inox).

- 21 de agosto : Edvald Boasson Hagen (Team Sky) adjudica-se ao sprint a Vattenfall Cyclssics, avançando Gerald Ciolek (Quick Step) e Borut Božič (Vacansoleil-DCM). Cadel Evans (BMC Racing) conserva a cabeça da UCI World Tour.

- 28 de agosto :
  - Grega Bole (Lampre-ISD) consegue o grande Prêmio de Plouay. Avança Simon Gerrans (Team Sky), vencedor em 2009, e Thomas Voeckler (Europcar), vencedor de a edição 2007. Cadel Evans (BMC Racing) conserva a cabeça da UCI World Tour.
  - Levi Leipheimer (Team RadioShack) impõe-se no Volta do Colorado, ante Christian Vande Velde (Garmin-Cervélo) e Tejay van Garderen (Team HTC-Highroad).

### Setembro
- 3 de setembro : Thibaut Pinot (FDJ) resulta de primeiro Francês vencedor da Semana lombarde. Avança Simone Stortoni (Colnago-CSF Inox) e Davide Rebellin (Miche).

- 5 de setembro : as conclusões da encuesta na Riccardo Riccò confirmam que tem tido recurso a uma autotransfusion.[23]

- 9 de setembro : Philippe Gilbert (Omega Pharma-Lotto) impõe-se no grande Prêmio de Quebec, avançando Robert Gesink (Rabobank) e Rigoberto Urán (Team Sky), e apodera-se da cabeça da UCI World Tour.

- 10 de setembro :
  - Ivan Basso (Liquigas-Cannondale) consegue o Volta de Padanie, uma prova que tem prestado a polémica.[24] Avança Giovanni Visconti (Farnese Vini-Neri Sottoli) e Francesco Masciarelli (Astana Pro Team).
  - Denis Galimzyanov (Team Katusha) impõe-se ao sprint na Paris Bruxelas, ante Yauheni Hutarovich (FDJ) e Anthony Ravard (AG2R La Mondiale).

- 11 de setembro :
  - Final do Volta a Espanha. Juan José Cobo (Geox-TMC) adjudica-se sua Volta nacional, avançando as Britânicos do Team Sky Christopher Froome, revelação da prova, e Bradley Wiggins. Cobo será descatalogado finalmente para dopagem oito anos mais tarde. David Moncoutié (Cofidis) resulta o primeiro a conseguir o classificação da montanha quatro vezes consecutivas.
  - Rui Costa (Movistar) ganha o grande Prêmio de Montreal, avançando ao sprint Pierrick Fédrigo (FDJ). Philippe Gilbert (Omega Pharma-Lotto) completa o pódio, reforçando assim seu 1.º posto do UCI World Tour.
  - Esteban Chaves (Colômbia) consegue o Volta de l'Avenir, um ano após seu compatriota Nairo Quintana. Avança David Boily (Canadá) e Mattia Cattaneo (Itália). A França adjudica-se a Copa das nações.
  - Guillaume Blot (Bretaña-Schuller) ganha o Grande Prêmio de Fourmies, ante Alexander Kristoff (BMC Racing Team) e Stefan van Dijk (Verandas Willems-Accent).

- 14 de setembro : Philippe Gilbert (Omega Pharma-Lotto) adjudica-se o grande Prêmio de Valonia, avançando Julien Simon (Saur-Sojasun) e Björn Leukemans (Vacansoleil-DCM).

- 18 de setembro : Peter Sagan (Liquigas-Cannondale) consegue o Grande Prêmio da indústria e do comércio de Prato. Avança Luca Paolini (Team Katusha) e Matteo Montaguti (AG2R La Mondiale).

- 19 de setembro :
  - Jessica Allen (Austrália) resulta campeã do mundo juniores do contrarrelógio.
  - Luke Durbridge (Austrália) é sagrado campeão do mundo esperança da contrarrelógio, ante Rasmus Christian Quaade (Dinamarca) e seu compatriota Michael Hepburn.

- 20 de setembro :
  - Mads Würtz Schmidt (Dinamarca) é campeão do mundo júnior da contrarrelógio.
  - Judith Arndt (Alemanha) resulta campeã do mundo da contrarrelógio, avançando Linda Villumsen (Nova Zelândia) e Emma Pooley (Reino Unido).

- 21 de setembro : Tony Martin (Alemanha) adjudica-se seu primeiro título de campeão do mundo da contrarrelógio, após 2 medalhas de bronze consecutivo. Avança Bradley Wiggins (Reino Unido) e Fabian Cancellara (Suíça).

- 23 de setembro :
  - Jessica Garner (Reino Unido) é sagrada campeã do mundo júnior.
  - Duplicado francês nos campeonatos mundiais esperança, onde Arnaud Démare se impõe ante Adrien Petit e Andrew Fenn (Reino Unido).

- 24 de setembro :
  - Pierre-Henri Lecuisinier (França) resulta campeão do mundo júnior, alguns meses após estar resultado campeão da Europa da categoria.
  - Giorgia Bronzini (Itália) conserva seu título de campeã do mundo, avançando Marianne Vos (Países Baixos), 2.º para o 5.º ano consecutivo.[25] e Ina-Yoko Teutenberg (Alemanha).
  - O UCI anuncio que os oreillettes estarão mantidas na as carreiras UCI World Tour em 2012.[26]

- 25 de setembro : Mark Cavendish (Reino Unido) é sagrado campeão do mundo, permitindo assim a seu país de terminar em cabeça da classificação das medalhas.[27] Avança Matthew Goss (Austrália) e André Greipel (Alemanha).

### Outubro
- 2 de outubro :
  - Ao termo da Volta de Vendée, conseguido por Marco Marcato (Vacansoleil-DCM) ante Peio Bilbao (Euskaltel-Euskadi) e Maxime Bouet (AG2R La Mondiale), Tony Gallopin (Cofidis) adjudica-se a Copa de France.[28]

- 5 de outubro : o UCI revela as equipas candidatas a uma Licença WorldTour para 2012.[29]

- 6 de outubro :
  - Triplicado Oceanian na Paris Bourges, onde o Austrálian Mathew Hayman (Team Sky) avança seu compatriota Baden Cooke (Saxo Bank-SunGard) e sua colega néo-zélandais Gregory Henderson.
  - Enrico Battaglin (Colnago-CSF Inox) ganha a Coppa Sabatini, avançando Davide Rebellin (Miche) e Daniel Moreno (Team Katusha).

- 8 de outubro : o Colômbian Carlos Alberto Betancur (Acqua & Sapone) adjudica-se o Volta de Émilie. Avança o Neerlandés Bauke Mollema (Rabobank) e seu compatriota Rigoberto Urán (Team Sky).

- 9 de outubro :
  - Greg Van Avermaet (BMC Racing Team) obtém a sua primeira clássico na Paris-Tours, avançando ao sprint seu colega de escapada Marco Marcato (Vacansoleil-DCM). Kasper Klostergaard (Saxo Bank-SunGard) completa o pódio.
  - Niels Albert (BKCP-Powerplus) consegue a 1.ª manga do Superprestige 2011-2012.[30](classificação da carreira).

- 12 de outubro : o CONI requer 12 anos de suspensão para Riccardo Riccò, que nega os factos,[31] após ter confessado a véspera[32]

- 13 de outubro : o Espanhol Daniel Moreno (Team Katusha) consegue o Tour de Piamonte ante o Belga Greg Van Avermaet (BMC Racing Team) e seu colega Itálian Luca Paolini.

- 14 de outubro : Juan Mauricio Soler (Movistar) sorte do hospital, no qual tinha sido admitido como consequência de sua grave queda no Volta à Suíça.[33]

- 15 de outubro : a 30 anos, Oliver Zaugg (Team Leopard-Trek) obtém a sua primeira vitória profissional por motivo da Giro de Lombardia.[34][35] avançando Daniel Martin (Garmin-Cervélo) e Joaquim Rodríguez (Team Katusha).

- 16 de outubro :
  - O campeão do mundo da especialidade Tony Martin (Team HTC-Highroad) adjudica-se o Crono das Nações. Avança sobreGustav Larsson (Saxo Bank-SunGard) e Alex Dowsett (Team Sky).

- 20 de outubro : a equipa Geox-TMC é muito seriamente ameaçada pela retirada de Geox.[36]

- 21 - 23 de outubro : os Campeonato Europeu lançam a temporada de ciclismo em pista.[37] : o Reino Unido termina amplamente em cabeça do quadro das medalhas[38]

- 24 de outubro : o parqué requer 18 mês de prisão com prorrogação para Floyd Landis.[39]

- 25 de outubro : o UCI publica a "hierarquia mundial", muito de entidade com vistas à atribuição das Licença WorldTour para 2012.[40][41]

- 31 de outubro : o UCI publica o número de corredores que poderão enviar as diferentes nações às Jogos Olímpicos.[42]

### Novembro
- 2 de novembro : o UCI publica a lista dos 8 equipas oficialmente com uma Licença WorldTour para 2012, bem como os 15 oficialmente em 2.ª divisão.[43]

- 4 de novembro : durante a 1.ª fase da 1.ª manga da Copa do Mundo de ciclismo em pista, a Astana, nos homens, Gijs Van Hoecke consegue o Scratch, avançando Ángel Darío Colou e Nikias Arndt, Roger Kluge toma a cabeça da Omnium, ante Elia Viviani e Unai Elorriaga Zubiaur, a Rússia avança a Austrália e as Países Baixos durante a perseguição por equipas e o Team Erdgas o Team Jayco-AIS e a França durante a velocidade por equipas. Nas mulheres, Ah Reum Na avança Stephanie Pohl e Elena Cecchini para adjudicar-se a Corrida por pontos, o 500 metros está ganhado por Olga Panarina, avançando Sandie Claro e Miriam Welte, o Austrália impõe-se durante a velocidade por equipas, ante o Ucrânia e o Alemanha, 3.º novamente na a perseguição por equipas, por trás dos Países Baixos e a China.

- 5 de novembro : durante a 2.º fase da 1.ª manga da Copa do Mundo de ciclismo em pista, nos homens, Christos Volikakis adjudica-se o Keirin, avançando Chris Hoy e Sergey Borisov, Glenn O'Shea consegue a perseguição individual ante Dominique Cornu e Nikias Arndt e Roger Kluge conserva o 1.º posto do Omnium, avançando Ho Sung Cho e Elia Viviani, enquanto nas mulheres, a velocidade individual está vencida por Lyubov Shulika, que avança Anna Meares e Olga Panarina.

- 6 de novembro : durante a 3.º fase da 1.ª manga da Copa do Mundo de ciclismo em pista, nos homens, o Austrália consegue o Madison, ante a Suíça e a Rússia, e Chris Hoy a velocidade individual, avançando Denis Dmitriev e Shane Perkins. Nas mulheres, Evgeniya Romanyuta avança Dani King e Huang Li para adjudicar-se o Omnium e Clara Sanchez, que avança Kristina Vogel e Ekaterina Gnidenko, se impõe no Keirin.

- 10 de novembro : Floyd Landis está condenado pelo tribunal correccional de Nanterre a um ano de prisão com prorrogação para espionagem espionagem informática.[44]

- 16 de novembro : o percurso dos campeonatos mundiais do contrarrelógio 2014 está desvelado.[45]

- 21 de novembro : o UCI desvela a lista dos 16 equipas que têm Licença WorldTour para 2012, cujo AG2R La Mondiale, Euskaltel-Euskadi e FDJ.[46][47]

### Dezembro
- 1 de dezembro : durante a 1.ª fase da 2.º manga da Copa do Mundo de ciclismo em pista, a Cali, a Alemanha consegue a velocidade por equipa nos homens, com um recorde do mundo à chave.[48] e as mulheres, avançando respectivamente o Team Erdgas 2012 (composto de pistards alemães) e a Venezuela, e a Ucrânia e a Rússia. Os anglo-saxãos dominam a perseguição por equipa, já que a Nova Zelândia avança sobre a Austrália nos homens, a Dinamarca completa o pódio, e o Reino Unido se impõe nas mulheres ante a Nova Zelândia e os Estados Unidos. Nos homens, François Pervis adjudica-se o Quilómetro, avançando Simon van Velthooven e Filip Ditzel, enquanto a Corrida por pontos volta a Unai Elorriaga, que avança sobre Ingmar De Poortere e Edwin Ávila. Finalmente, Kelly Druyts ganha o Scratch mulheres, ante Katarzyna Pawłowska e Ah Reum Na.

- 2 de dezembro : durante a 2.º fase da 2.º manga da Copa do Mundo de ciclismo em pista, nos homens, Maximilian Levy adjudica-se o Keirin ante François Pervis e Hersony Canelón, enquanto o Omnium está conseguido por Juan Esteban Arango, que avança sobre Zachary Bell e Bryan Coquard, no entanto líder após a 1.ª fase. Nas mulheres, Kristina Vogel ganha a velocidade individual, avançando sobre Virginie Cueff e Viktoria Baranova, a perseguição individual voltando a Alison Shanks, que se impõe avança a Wendy Houvenaghel e Kalitovska Lesya.

- 3 de dezembro : durante a 3.º fase da 2.º manga da Copa do Mundo de ciclismo em pista, os Alemães realizem um quadruplo na velocidade individual homens, onde Stefan Bötticher avança a Maximilian Levy e Robert Förstemann, enquanto a Colômbia consegue o Madison, avançando a França e a Suíça. Nas mulheres, Laura Trott adjudica-se o Omnium, ante Aušrinė Trebaitė e Mei Yo Hsiao, e Simona Krupeckaitė se impõe no Keirin, avançando a Kristina Vogel e Virginie Cueff.

- A UCI anuncia a criação de um tribunal antidopagem próprio à federação internacional.[49]

- 5 de dezembro : RadioShack-Nissan e GreenEDGE fazem oficialmente parte da UCI World Tour de 2012.

- 6 de dezembro : ASO anuncia que o Tour de France de 2013 lançar-se-á a partir de Córsega no sábado 29 de junho de 2013 para 200 km de planície entre Porto-Vecchio e Bastia. No dia seguinte, os corredores marcharão de Bastia para Ajaccio, via 155 km de média montanha. Finalmente, a 3.º e última etapa na Ilha de beleza liga Ajaccio e Calvi, para 145 km densos em ascensões.[50]

- 7 de dezembro : a falta de patrocinadores, a equipa Geox-TMC desaparece oficialmente.[51]

- 12 de dezembro : a UCI anuncia a lista dos 22 equipas continentais profissionais para 2012.[52][53]

## Grandes voltas

### Volta de Itália
- Vencedor :  Michele Scarponi (Lampre-ISD).[54][55]
  - 2.º :  Vincenzo Nibali (Liquigas-Cannondale)
  - 3.º :  John Gadret (AG2R La Mondiale)
- Classificação por pontos :  Michele Scarponi (Lampre-ISD)
- Melhor escalador :  Stefano Garzelli (Acqua & Sapone)
- Melhor jovem :  Roman Kreuziger (Astana Pro Team)
- Melhor equipa :  Astana Pro Team

### Tour de France
- Vencedor :  Cadel Evans (BMC Racing)
  - 2.º :  Andy Schleck (Team Leopard-Trek)
  - 3.º :  Fränk Schleck (Team Leopard-Trek)
- Classificação por pontos :  Mark Cavendish (Team HTC-Highroad)
- Melhor escalador :  Samuel Sánchez (Euskaltel-Euskadi)
- Melhor jovem :  Pierre Rolland (Europcar)
- Melhor equipa :  (Garmin-Cervélo)
- Súper-combativo :  Jérémy Roy (FDJ)

### Volta a Espanha
- Vencedor :  Juan José Cobo (Geox-TMC)
  - 2.º :  Christopher Froome (Team Sky)
  - 3.º :  Bradley Wiggins (Team Sky)
- Classificação por pontos :  Bauke Mollema (Rabobank)
- Melhor escalador :  David Moncoutié (Cofidis)
- Classificação da combinada :  Juan José Cobo (Geox-TMC)
- Melhor equipa :  Geox-TMC

## Principais clássicos
- Milão-Sanremo :  Matthew Goss (HTC-Highroad)
- Gante-Wevelgem :  Tom Boonen (Quick Step)
- Volta à Flandres :  Nick Nuyens (Saxo Bank-Sungard)
- Paris-Roubaix :  Johan Vansummeren (Garmin-Cervélo)
- Amstel Gold Race :  Philippe Gilbert (Omega Pharma-Lotto)
- Flecha wallonne :  Philippe Gilbert (Omega Pharma-Lotto)
- Liège-Bastogne-Liège :  Philippe Gilbert (Omega Pharma-Lotto)
- Clássico donostiarra :  Philippe Gilbert (Omega Pharma-Lotto)
- Paris-Tours :  Greg Van Avermaet (BMC Racing)
- Giro de Lombardia :  Oliver Zaugg (Leopard-Trek)

## Campeonatos

### Campeonatos mundiais

#### Campeonatos mundiais de ciclocross
| Provas            | Ouro                              | Prata                              | Bronze                  |
| ----------------- | --------------------------------- | ---------------------------------- | ----------------------- |
| Elites Homens     | Zdeněk Štybar · Chéquia           | Sven Nys · Bélgica                 | Kevin Pauwels · Bélgica |
| Elites Mulheres   | Marianne Vos · Países Baixos      | Katherine Compton · Estados Unidos | Kateřina Nash · Chéquia |
| Esperanças Homens | Lars van der Haar · Países Baixos | Mike Teunissen · Países Baixos     | Karel Hník · Chéquia    |
| Juniores Homens   | Clément Venturini · França        | Fabien Doubey · França             | Loïc Doubey · França    |

#### Campeonatos mundiais em pista
| Provas                    | Ouro                                                                        | Prata                                                                     | Bronze                                                                         |
| ------------------------- | --------------------------------------------------------------------------- | ------------------------------------------------------------------------- | ------------------------------------------------------------------------------ |
| Quilómetro contrarrelógio | Stefan Nimke · Alemanha                                                     | Teun Mulder · Países Baixos                                               | François Pervis · França                                                       |
| Keirin                    | Shane Perkins · Austrália                                                   | Chris Hoy · Reino Unido                                                   | Teun Mulder · Países Baixos                                                    |
| Velocidade                | Grégory Baugé · França                                                      | Jason Kenny · Reino Unido                                                 | Chris Hoy · Reino Unido                                                        |
| Velocidade por equipas    | Michaël D'Almeida · Grégory Baugé · Kévin Sireau · França                   | René Enders · Maximilian Levy · Stefan Nimke · Alemanha                   | Matthew Crampton · Chris Hoy · Jason Kenny · Reino Unido                       |
| Perseguição individual    | Jack Bobridge · Austrália                                                   | Jesse Sergent · Nova Zelândia                                             | Michael Hepburn · Austrália                                                    |
| Perseguição por equipas   | Jack Bobridge · Rohan Dennis · Michael Hepburn · Luke Durbridge · Austrália | Alexey Markov · Evgueni Kovalev · Ivan Kovalev · Alexander Serov · Rússia | Steven Burke · Samuel Harrison · Peter Kennaugh · Andrew Tennant · Reino Unido |
| Corrida por pontos        | Edwin Ávila · Colômbia                                                      | Cameron Meyer · Austrália                                                 | Morgan Kneisky · França                                                        |
| Americana                 | Leigh Howard · Cameron Meyer · Austrália                                    | Martin Bláha · Jiří Hochmann · Chéquia                                    | Theo Bos · Peter Schep · Países Baixos                                         |
| Scratch                   | Kwok Ho Ting · Hong Kong                                                    | Elia Viviani · Itália                                                     | Morgan Kneisky · França                                                        |
| Omnium                    | Michael Freiberg · Austrália                                                | Shane Archbold · Nova Zelândia                                            | Gijs Van Hoecke · Bélgica                                                      |

| Provas                  | Ouro                                                          | Prata                                                       | Bronze                                                      |
| ----------------------- | ------------------------------------------------------------- | ----------------------------------------------------------- | ----------------------------------------------------------- |
| 500 m contrarrelógio    | Olga Panarina · Bielorrússia                                  | Sandie Claro · França                                       | Miriam Welte · Alemanha                                     |
| Keirin                  | Anna Meares · Austrália                                       | Olga Panarina · Bielorrússia                                | Clara Sanchez · França                                      |
| Velocidade              | Anna Meares · Austrália                                       | Simona Krupeckaitė · Lituânia                               | Victoria Pendleton · Reino Unido                            |
| Velocidade por equipas  | Anna Meares · Kaarle McCulloch · Austrália                    | Victoria Pendleton · Jessica Varnish · Reino Unido          | Guo Shuang · Gong Jinjie · China                            |
| Perseguição             | Sarah Hammer · Estados Unidos                                 | Alison Shanks · Nova Zelândia                               | Vilija Sereikaitė · Lituânia                                |
| Perseguição por equipas | Laura Trott · Wendy Houvenaghel · Danielle King · Reino Unido | Sarah Hammer · Dotsie Bausch · Jennie Reed · Estados Unidos | Kaytee Boyd · Jaime Nielsen · Alison Shanks · Nova Zelândia |
| Corrida por pontos      | Tatsiana Sharakova · Bielorrússia                             | Jarmila Machačová · Chéquia                                 | Giorgia Bronzini · Itália                                   |
| Scratch                 | Marianne Vos · Países Baixos                                  | Katherine Bates · Austrália                                 | Danielle King · Reino Unido                                 |
| Omnium                  | Tara Whitten · Canadá                                         | Sarah Hammer · Estados Unidos                               | Kirsten Wild · Países Baixos                                |

#### Campeonatos mundiais em estrada
| Contrarrelógio    | Ouro                           | Prata                               | Bronze                      |
| ----------------- | ------------------------------ | ----------------------------------- | --------------------------- |
| Elites homens     | Tony Martin · Alemanha         | Bradley Wiggins · Reino Unido       | Fabian Cancellara · Suíça   |
| Elites mulheres   | Judith Arndt · Alemanha        | Linda Villumsen · Nova Zelândia     | Emma Pooley · Reino Unido   |
| Esperanças Homens | Luke Durbridge · Austrália     | Rasmus Christian Quaade · Dinamarca | Michael Hepburn · Austrália |
| Juniores homens   | Mads Würtz Schmidt · Dinamarca | James Oram · Nova Zelândia          | David Edwards · Austrália   |
| Juniores Mulheres | Jessica Allen · Austrália      | Elinor Barker · Reino Unido         | Mieke Kröger · Alemanha     |

| Ciclismo em estrada | Ouro                              | Prata                        | Bronze                            |
| ------------------- | --------------------------------- | ---------------------------- | --------------------------------- |
| Elites Homens       | Mark Cavendish · Reino Unido      | Matthew Goss · Austrália     | André Greipel · Alemanha          |
| Elites Mulheres     | Giorgia Bronzini · Itália         | Marianne Vos · Países Baixos | Ina-Yoko Teutenberg · Alemanha    |
| Esperanças Homens   | Arnaud Démare · França            | Adrien Petit · França        | Andrew Fenn · Reino Unido         |
| Juniores Homens     | Pierre-Henri Lecuisinier · França | Martijn Degreve · Bélgica    | Steven Lammertink · Países Baixos |
| Juniores Mulheres   | Lucy Garner · Reino Unido         | Jessy Druyts · Bélgica       | Christina Siggaard · Dinamarca    |

### Principais campeões nacionais em estrada.[56]
- Alemanha : Robert Wagner (Team Leopard-Trek)
- Austrália : Jack Bobridge (Garmin-Cervélo)
- Bélgica : Philippe Gilbert (Omega Pharma-Lotto)
- Dinamarca : Nicki Sørensen (Saxo Bank-SunGard)
- Espanha : José Joaquín Rojas (Movistar)
- Estados Unidos : Matthew Busche (Team RadioShack)
- França : Sylvain Chavanel (Quick Step)
- Grã-Bretanha : Bradley Wiggins (Team Sky)
- Itália : Giovanni Visconti (Farnese Vini-Neri Sottoli)
- Luxemburgo : Fränk Schleck (Team Leopard-Trek)
- Noruega : Alexander Kristoff (BMC Racing)
- Países Baixos : Pim Ligthart (Vacansoleil-DCM)
- Rússia : Pavel Brutt (Team Katusha)
- Suíça : Fabian Cancellara (Team Leopard-Trek)

## Principais óbitos
- 2 de janeiro : Émile Masson Junior, ciclista belga, 95 anos[57]
- 6 de janeiro : Maurice Vidal, jornalista francês, 91 anos
- 11 de janeiro : Bart Oegema, ciclista neerlandês, 27 anos[58]
- 14 de janeiro : Peter Post, ciclista neerlandês, 77 anos
- 19 de janeiro : Carla Swart, ciclista sul-africana, 23 anos[59]
- 12 de fevereiro : Fedor den Hertog, ciclista neerlandês, 64 anos[60]
- 9 de maio : Wouter Weylandt, ciclista belga, 26 anos[61]
- 22 de maio : Jan Derksen, ciclista neerlandês especialista da pista, 92 anos[62]
- 23 de maio : Xavier Tondo, ciclista espanhol, 32 anos[63]
- 25 de julho : Luciano Ciancola, ciclista italiano, 81 anos.
- 2 de agosto : Attilio Pavesi, ciclista italiano, 101 anos[64]
- 15 de agosto : André Ruffet, ciclista francês, 81 anos[65]
- 23 de setembro : Marcel Boishardy, ciclista francês, 66 anos
- 5 de dezembro : Georges Talbourdet, ciclista francês, 60 anos[66]
- 15 de dezembro : Guy Ignolin, ciclista francês, 75 anos[67]